# Swansea and Mumbles Railway

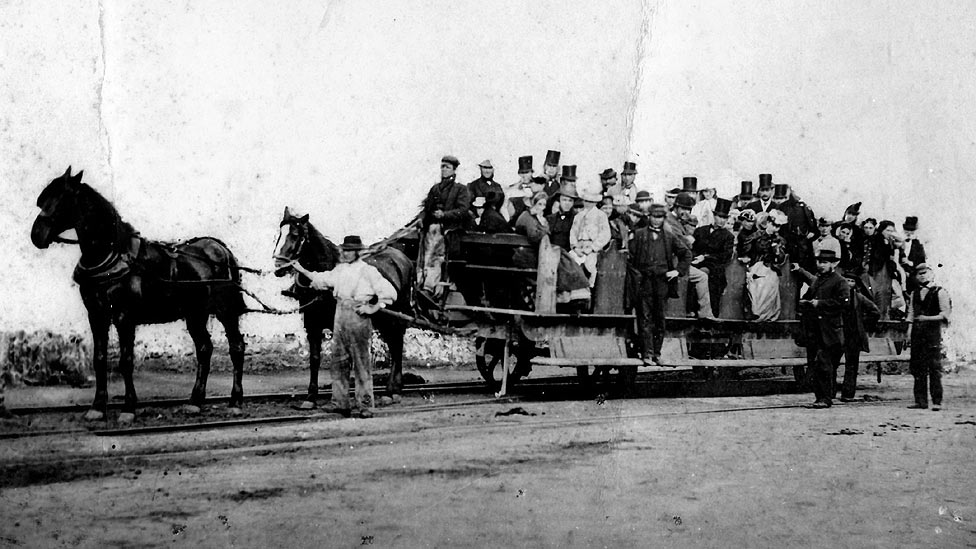
Hästdragen spårvagn på Swansea and Mumbles Railway, 1897

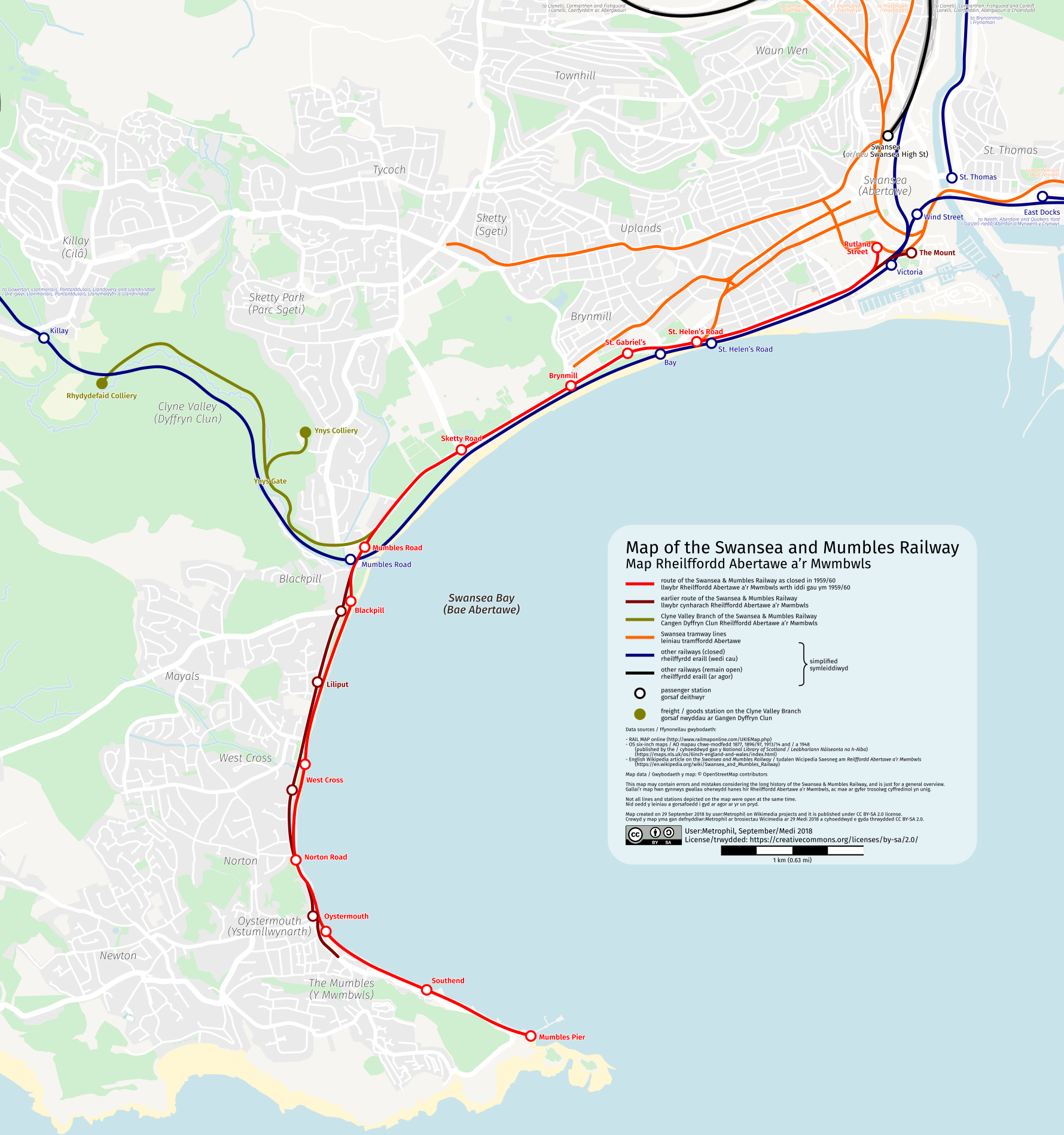

Swansea and Mumbles Railway var en järnvägslinje i Swansea i Wales i Storbritannien. Den började anläggas 1804 för att frakta kalksten från stenbrotten i Mumbles till Swansea och platser längre bort.
I början av 1800-talet fanns det ingen väg mellan Swansea och fiskebyn Oystermouth, och den ursprungliga avsikten med banan var att transportera kol, järnmalm och kalksten denna sträcka. Trafik påbörjades 1806 med hästdragna vagnar. Banan gick från Brewery Bank vid Swansea Canal i Swansea i en vid båge runt Swanseabukten till en slutstation vid Castle Hill (nära det nutida stenbrottet Clements Quarry) i Oystermouth. Det fanns också en sidolinje från Blackpill upp genom Clynedalen 1,5 kilometer till Ynys Gate i avsikt att befrämja utvinningen av Clynedalens kolförekomster. 
Från 1807 fraktade järnvägen också passagerare, och blev då världens första hästbana med persontrafik. 
Efter det att passagerartrafiken på linjen lagts ned, blev det ursprungliga ägarbolaget mer eller mindre konkursmässigt. Dess bibana i Clynedalen förlängdes 1841/1842 med 1,5 kilometer som en företagsbana till Rhydydefaids kolgruva. Från omkring 1855 ombyggdes linjen till normalspår, samtidigt som hästdragen passagerartrafik återinfördes mellan Swansea och en station i Oystermouth.
Ånglokomotiv började tas i drift 1877, men hästdragen trafik fortsatte i viss utsträckning till 1896. År 1889 införlivades det nybildade Mumbles Railway & Pier Company och banan förlängdes förbi Oystermouth till en ny kajanläggning vid Mumbles Head. Hela den sträckan blev klar 1898. 
Linjen elektrifierades 1929. Den upphörde 1960 och ersattes av en busslinje.